# Sphaeralcea procera
Sphaeralcea procera är en malvaväxtart som beskrevs av C. L. Porter. Sphaeralcea procera ingår i släktet klotmalvor, och familjen malvaväxter. Inga underarter finns listade i Catalogue of Life.